# Skövde tingsrätt
Skövde tingsrätt var en tingsrätt i Västra Götalands län. Domsaga omfattade kommunerna Falköping, Hjo, Skövde, Tibro och Tidaholm. Tingsrätten och dess domsaga ingick i domkretsen för Göta hovrätt. Tingsrätten hade kansli i Skövde. År 2009 uppgick tingsrätten och domsagan i Skaraborgs tingsrätt och domsaga.

## Administrativ historik
Vid tingsrättsreformen 1971 bildades denna tingsrätt i Skövde från häradsrätterna för Gudhems och Kåkinds tingslag och Skövde tingslag som var placerad där sedan 1937. Domkretsen bildades av dessa tingslag dock fördes delar av Gudhems härad till Falköpings kommun och Falköpings tingsrätt. Desstom tillfördes delar från Vadsbo tingslag. Från 1971 ingick områdena för Skövde kommun, Tibro kommun, Fågelås kommun och Hjo stad 1974 upplöstes Fågelås kommun där delar uppgick i Hjo och Habo kommuner. Området för Hjo kommun ingick därefter från 1974 i Skövde tingsrätts domsaga.
Den 17 september 2001 uppgick i denna tingsrätt och domsaga, Falköpings tingsrätts domsaga med områdena Falköpings kommun och Tidaholms kommun.
Tingsrätten och domsagan uppgick 12 januari 2009 i Skaraborgs tingsrätt och domsaga.

## Lagmän
- 1971–1978: Carl-Gustaf Asplund
- 1978–1981: Gösta Grevillius
- 1981–1986: Jan Dufwa
- 1986–1998: Bertil Holmqvist
- 1998-2009: Henrik Ruhe